# Rhamphomyia truncata
Rhamphomyia truncata är en tvåvingeart som beskrevs av Frey 1922. Rhamphomyia truncata ingår i släktet Rhamphomyia och familjen dansflugor. Inga underarter finns listade i Catalogue of Life.